# パーソルビジネスプロセスデザイン
パーソルビジネスプロセスデザイン株式会社（英文社名：PERSOL BUSINESS PROCESS DESIGN CO., LTD.）は、パーソルグループにおけるBPO SBUの中核会社である。パーソルホールディングスの子会社であり、東京都港区に本社を置く。

## 事業内容
- BPO事業
- CX（カスタマー・エクスペリエンス）事業
- コンサルティング事業
- BPaaS・プロダクト事業

## 沿革
- 1977年9月 - ミリオンソフトサービス株式会社設立
- 1997年7月 - 株式会社インテリジェンス（現・パーソルキャリア株式会社）にてITアウトソーシングサービス提供開始（2013年4月にIBSに事業承継）
- 2005年10月 - 株式会社インテリジェンスの完全子会社化
- 2006年4月 -　株式会社インテリジェンスにてアウトソーシングコンサルティングサービス提供開始（2013年4月にIBSに事業承継）
- 2007年10月 - 株式会社インテリジェンス ビジネスソリューションズ（IBS）に社名変更
- 2008年11月 - ITアウトソーシングのサービスマネジメント独自モデル「iBiQ」（アイビック）のリリース
- 2010年10月 -  株式会社インテリジェンスホールディングスにてBPOを手がける子会社BPOソリューションズ設立（2014年4月にIBSに吸収合併）
- 2011年
  - 2月 - ASP型のアルバイト・パート採用支援システム「HITO‐Manager」（ヒトマネジャー）の提供開始、KDDIとインテリジェンスの合弁会社KDDIまとめてオフィス設立
  - 8月 - 人材サービス業向けシステム「HITO‐Manager Enterprise」（ヒトマネジャーエンタープライズ）の提供開始
- 2011年9月 - 震災後のBCP対応として関西エリアでのICTアウトソーシングサービス開始
- 2013年
  - 2月 - セールスアウトソーシングの独自メソッド「B-AEMS」リリース
  - 5月 - 飲食・小売業様向けのクラウド型タブレットPOS・OESシステム「POS+（ポスタス）」の提供開始
  - 6月 - 株式会社インテリジェンス ビジネスソリューションズ沖縄設立
  - 10月 - リードナーチャリングサービス 提供開始、インテリジェンス ビジネスソリューションズベトナム（現・パーソルプロセス&テクノロジー ベトナム）設立
  - 12月 - WEBアナリティクスサービス 提供開始
- 2014年4月 - 株式会社BPOソリューションズを吸収合併
- 2015年
  - 4月 - 東洋ソフトウェアエンジニアリング株式会社を吸収合併、株式会社インテリジェンス ビジネスソリューションズ沖縄を株式会社IBS Global Bridgeに社名変更
  - 7月 - 採用支援システム「HITO-Link（ヒトリンク）」の提供開始
- 2016年4月 - テンプホールディングス株式会社（現・パーソルホールディングス株式会社）の子会社となる
- 2017年7月 - パーソルプロセス&テクノロジー株式会社に社名変更[1]。株式会社IBS Global Bridgeを吸収合併
- 2019年
  - 1月
    - グループ会社のパーソルキャリア株式会社からアルバイト・パート向け採用支援/管理システム「HITO-Manager（ヒトマネジャー）」事業が継承され、同システムの開発・販売を担うようになる[2]
    - ビジネス支援クラウドサービス事業を手掛けるBizer株式会社の全株式を取得し、子会社化[3]

  - 4月 - 株式会社KADOKAWAの子会社だった株式会社イマジカ角川エディトリアルの株式の70%を取得して株式会社KADOKAWAとのジョイントベンチャーに移行。パーソルメディアスイッチ株式会社に社名変更する[4]
  - 5月 - グループ横断でワンストップサービスを手掛ける「パーソルのRPA」を立ち上げ、当社ではRPA導入支援サービスを担当[5]。
- 2020年
  - 6月 - 新型コロナウイルス接触確認アプリココア(COCOA)をリリース。（厚生労働省からの元受）
- 2024年
  - 7月1日 - パーソルBPO株式会社を吸収合併[6]。
  - 9月1日 - パーソルビジネスプロセスデザイン株式会社に商号変更[6]。
  - 10月1日 - パーソルテンプスタッフ株式会社のBPO事業を吸収分割[6]。パーソルワークスデザイン株式会社を吸収合併[6]。

## 新型コロナウイルス接触確認アプリ「ココア(COCOA)」不具合問題
本アプリは、スマートフォンのBluetooth機能を用いて、アプリ利用者同士の接触を記録し、新型コロナの陽性者との一定時間接触が発覚した場合に通知するアプリだが、通知がされないなどさまざま不具合が発覚した。（詳細は新型コロナウイルス接触確認アプリの不具合・トラブルを参照）
この問題では、厚生労働省の業者任せが問題となり、事務次官らが厳重注意処分となった。
また、厚生労働省からの元請であるパーソルプロセス&テクノロジーからの多重下請けも問題になった。COCOAの開発は当初、パーソルプロセス&テクノロジーが元請けとして全体の工程管理を引き受け、同社が日本マイクロソフト（工程管理支援・技術支援）、FIXER（COCOA向けクラウドサービスの監視業務）、エムティーアイ（COCOAのバグ改修や保守開発）に再委託。さらにエムティーアイがディザイアードとイー・ガーディアンに再々委託をしていた。なお、2021年4月からは運用の委託先がパーソルプロセス&テクノロジーからエムティーアイに変更された。
2021年4月に2020年8月以降の運用保守フェーズの業務対価1200万円を自主返納すると発表した。

## 資格・免許
- ISO9001：2000認証取得
- ISMS認証：ISO27001:2005認証